# Prominencia

Figura 1. Las flechas verticales muestran la prominencia de tres picos en una isla. Una línea horizontal punteada liga cada pico, excepto el más alto, al punto más bajo que hay que pasar para subir a otro más alto que él; las curvadas, la relación de parentesco.

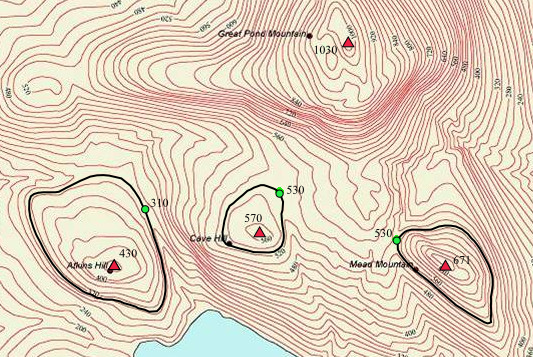
La prominencia topográfica de tres cumbres localizadas en Maine, Estados Unidos, cercanas a la cumbre más alta, llamada Great Pond Mountain (cumbre padre de las tres cumbres de menor altura). Los triángulos rojos (▲) marcan las cuatro cumbres. Las líneas del contorno de menor altura de las tres cumbres más bajas hasta la cumbre padre están resaltadadas en negro (—). Los puntos verdes (●), ubicados en las líneas de contorno de menor altura de cada cumbre, señalan el punto mínimo (también llamado collado) que marca el punto de partida de prominencia para cada cumbre. Los valores de prominencia correspondientes a cada cumbre son: Atkins Hill (430 − 310 = 120 ft), Cave Hill (570 − 530 = 40 ft) y Mead Mountain (671 − 530 = 141 ft).

La prominencia de una montaña, también denominada prominencia topográfica, altura de culminación, altura relativa, altura autónoma o factor primario,  es una noción usada en orografía para la clasificación de las montañas. Se define como el desnivel mínimo que hay que descender desde la cumbre de una montaña para ascender a otra, cualquiera que sea, más alta. Cuanto más prominente sea una montaña más destacará entre las que la rodean, con independencia de su altitud.
Todas las montañas, excepto el Everest, tienen una montaña de mayor altitud que ellas. Y eso supone que debe existir algún lugar tal que para pasar de una montaña a otra que sea más alta, se pierda la menor altitud posible. Esta sencilla observación, que ya fue estudiada por el físico escocés James Clerk Maxwell, le llevó a pensar en la existencia de una relación inequívoca entre cada una de las cimas de la superficie terrestre y un collado. El aspecto más complejo de este análisis consiste en determinar cuál es ese collado que relaciona ambas montañas.
Una manera de visualizar el concepto de prominencia consiste en imaginar que se inunda la tierra hasta la cima de un pico en cuestión. Por encima del agua asomarán, como islas, las cumbres que sean más elevadas que ella. Ahora se comienza a vaciar el agua de modo que su nivel va descendiendo progresivamente. En un momento dado se observará que se ha abierto una lengua de tierra seca que unirá el pico con otro que será más alto que él. La prominencia viene dada por la diferencia entre la altitud de la montaña elegida y el nivel del agua en ese instante.
La prominencia, al igual que la altitud, es un valor absoluto para una montaña, ya que únicamente depende del punto más bajo que une una montaña con cualquier otra más alta que ella.

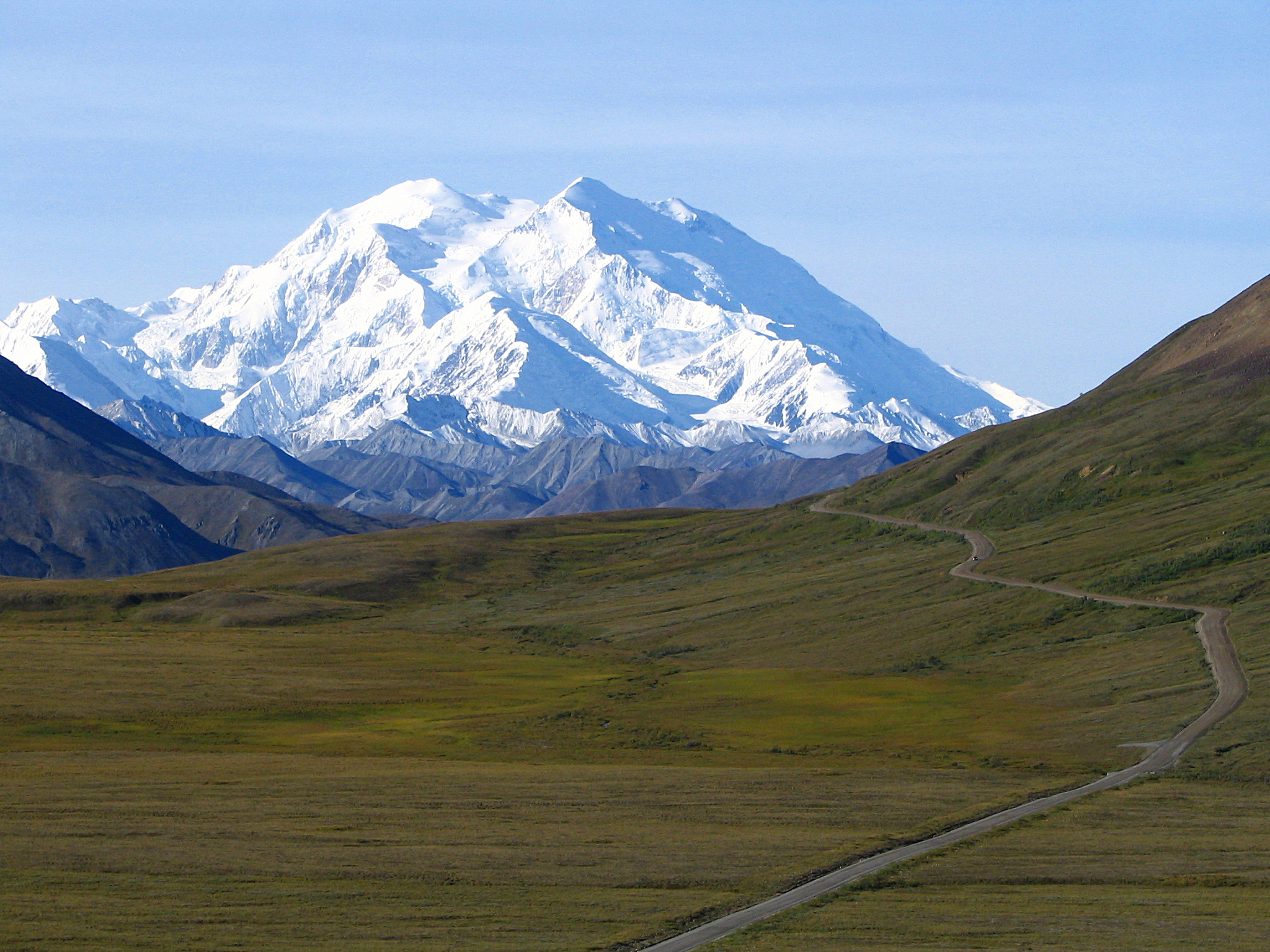
El Denali, en Alaska, es uno de los de mayor prominencia del mundo (altitud: 6194 m, prominencia: 6138 m.

## Historia

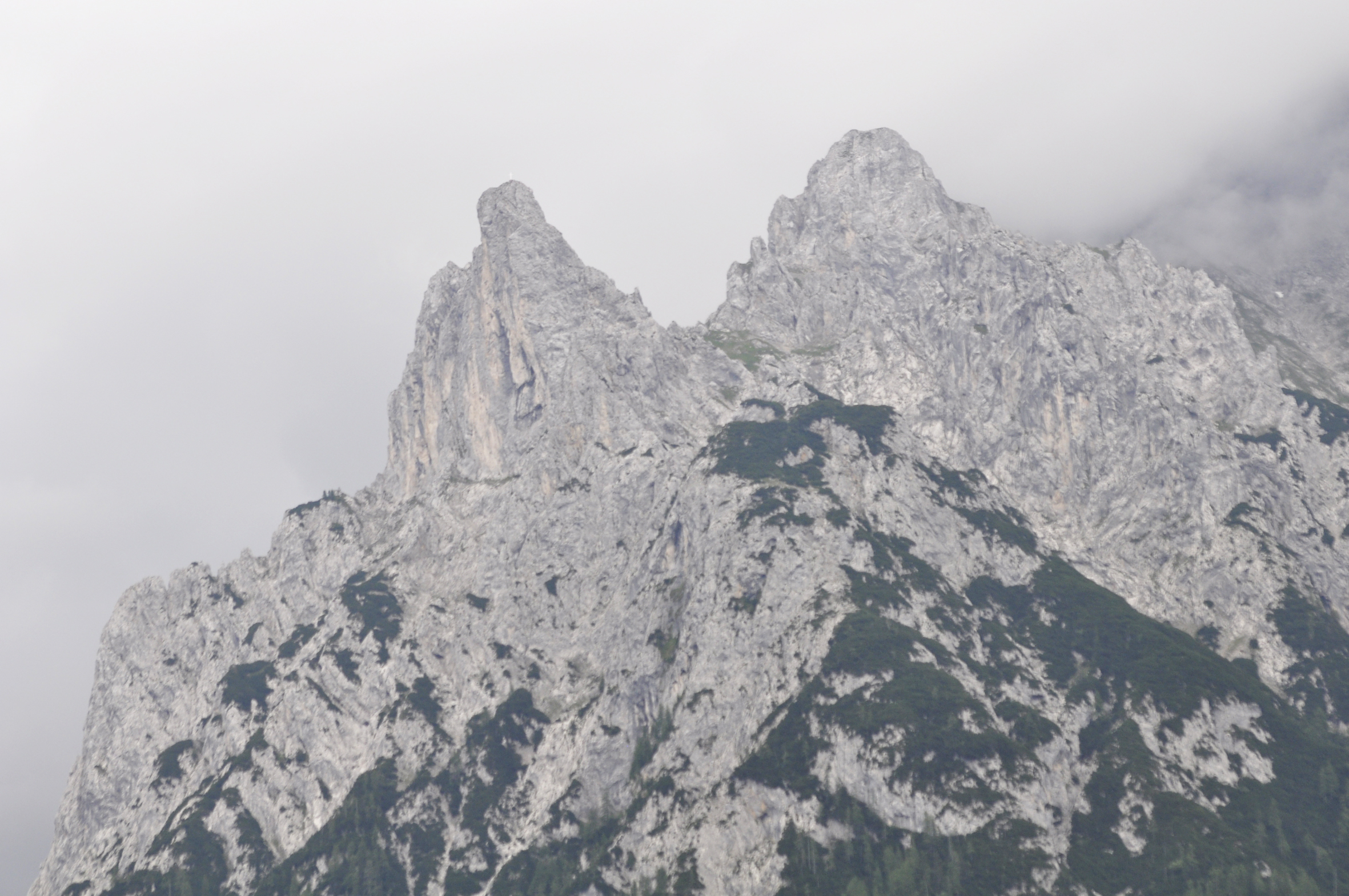
Aunque visto desde Mittenwald (Alemania), el Viererspitze (a la izq.) es aparentemente alto, tiene de hecho una altura de culminación o prominencia muy pequeña, de unos 10 m.

La noción de prominencia apareció para distinguir las cumbres principales de los picos de las cumbres secundarias en las listas exhaustivas que comenzaron a ser establecidas por los coleccionistas de picos (los «peakbaggers»).
A finales del siglo XIX y principios del XX aparecieron las primeras listas de cumbres por encima de cierta altitud. En 1891, el montañero escocés sir Hugh Munro publicó la lista de 538 picos escoceses de más de 3000 pies (914,4 m), de las cuales 283 podrían considerarse montañas separadas (as may fairly be considered as separate mountains) que se llamarán por él  munros. En 1911, el austriaco Karl Blodig reclamó haber ascendido a todos los picos de los Alpes de más de 4000 m. En estos dos casos no había un criterio explícito para distinguir las «verdaderas cumbres» de aquellas que no estaban lo suficientemente individualizadas como para estar en la lista.
El primero en introducir la noción de prominencia  (pero no la palabra) para delimitar una lista fue el inglés John Rooke Corbett, miembro fundador del culb alpino de Mánchester, quien estableció en la década de 1920 la lista de colinas en Escocia de entre  2500−3000 pies (entre 762 y 914,4 m), reteniendo solo aquellas con «una caída de al menos 500 pies en todos los lados» ("a drop at least 500 feet on all sides"). Esta lista de corbetts no fue publicada hasta 1952, después de su muerte.
En 1930, Günter Oskar Dyhrenfurth (1886-1975),  alpinista, geólogo y geógrafo suizo de origen germano, después de ascender el pico Jongsong (7462 m, el pico más alto jamás escalado en ese momento, comenzó a enumerar picos de más de 7000 m, distinguiendo entre montañas independientes, picos mayores y picos menores basándose en la «profundidad del collado». Estas listas fueron publicadas en el periódico Berge der Welt en colaboración con el sueco-suizo Anders Bolinder (1924-1987), alpinista, cronista alpino y recopilador de listas de montañas y ascensos, especialmente en el Himalaya y el Karakoram. (Las publicaciones de Bolinder aparecieron en Die Alpen, Berge der Welt, Alpinismus [Los Alpes, montañas del Mundo, Alpinismo] y otras revistas y libros especializados.. Desde 1982 también trabajó con el cronista de montaña alemán Eberhard Jurgalski (n. 1952), quien ha continuado partes importantes de la obra de Bolinder desde su muerte en 1987.
En 1938 Kenneth Mason publicó  Karakoram Nomenclature, una colección de montañas y cumbres, que apenas distinguía entre picos principales y sub-picos. El geógrafo polaco Jerzy Wala también creó listas de siete miles de las listas del Karakoram y seismiles del Hindukush. La posterior publicación de «Classification of the Himalayas», de H. Adams Carter, en AAJ Vol. 27/Issue 59, páginas 109-141, lamentablemente tampoco hacia distinción entre montañas y crestas, e incluso había algunas en la lista por error.
La noción de «silla [de montar] relativa» fue introducida por Klaus Hormann en 1965. El concepto fue enseguida refinado y ampliado.
La cuestión también surgió en los Estados Unidos, para enumerar los «catorcemiles» (fourteener), es decir, los picos de más de 14 000 pies (4267,4 m) de Colorado. En febrero de 1968, William Graves propuso en Trail and Timberline, el boletín del Colorado Mountain Club, como criterio para que una cumbre fuese distinta, el que estuviese separada de una cumbre más alta por un paso inferior de al menos 300 pies (saddledrop). Esa regla, que hizo posible encontrar casi la lista clásica, fue después globalemente aceptada, aun a pesar de que la lista más común de los 54 «catorcemiles» incluye el pico North Marroon y pico El Diente, que no cumplen con ese criterio.
El término inglés «prominence» (prominencia) fue acuñado en 1981 por el estadounidense Stephen Fry, y lo utilizó por primera vez en 1987 en un artículo en el que se definían las montañas ultramayores (ultramajors mountains, más de 5000 pies de prominencia), las montañas principales (major mountains, más de 1000 pies), las montañas subprincipales (submajor mountains, entre 600−1000 pies) y las montañas menores (minor mountains, entre 250−600 pies), con criterios adicionales sobre lo abrupto de las caras. Otros geógrafos aficionados tenían otros términos antes y después: «height-difference» [altura-diferencia], «re-height» [re-altura], «Re-ascent» [re-ascenso], «vertical rise» [subida vertical], «independence» [independencia], «primary factor» [factor primario] y otros), pero la palabra latina para "sobresaliente" probablemente sea la más adecuada.
En 1992, Alan Dawson estableció una lista de todos los picos de Gran Bretaña de más de 150 m  de prominencia (independientemente de su altitud), que comenzaron a ser llamados marilyns.
En 1994, la Unión Internacional de Asociaciones de Alpinismo (o UIAA, por Union Internationale des Associations d'Alpinisme) estableció una lista «oficial» de 82 picos alpinos de más de 4000 m, teniendo en cuenta como «criterio topográfico» una prominencia de 30 m, definida promediando los picos tangentes, y también porque representaba la longitud de la cuerda en el alpinismo clásico (el aislamiento topográfico también se podía tener en cuenta). Sin embargo, también se consideraron otros criterios, morfológicos y alpinísticos, y ciertas cumbres que cumplían el criterio topográfico, como el  Grand Gendarme del Weisshorn o la Nez del Liskamm  no se incluyeron en la lista, a diferencia del mont Blanc de Courmayeur y el  Grand Pilier d'Angle que tienen solo 10 m de prominencia.
El escocés John Biggar descubrió por sí solo todas las prominencias de los 6000 m sudamericanos. En Escandinavia, Petter Bjørstad ha establecido muchas prominencias. En 2003, la eslovena Vasja Kavcic aportó las prominencias más importantes de su tierra natal. Jurgalski ha trabajado especialmente en Alta Asia y los Alpes, pero también en los Altos Tatras y en coproducción con el cronista y conocedor de montaña vasco, Xavier Eguskitza ha descubierto numerosas prominencias de los Pirineos y en toda la península ibérica. Lisiecki de Pary también ha calculado muchas prominencias ibéricas.

## Punto mínimo
Se conoce como punto mínimo (key col en inglés) al punto más bajo por el que hay que pasar para ir de una cumbre a cualquier otra más alta que ella.
Este lugar suele ser normalmente un collado, pero puede ser un paraje de naturaleza bien distinta, como una llanura, un barranco o la superficie del mar.

## Cálculo de la prominencia topográfica
La evaluación de la prominencia consiste en la determinación del punto mínimo que, como se ha dicho, se relaciona de manera inequívoca con una montaña (no puede haber dos o más puntos mínimos posibles). Evaluada la altitud del punto mínimo, la prominencia viene dada por:
Prominencia = altitud montaña - altitud punto mínimo
La determinación de la prominencia de una montaña puede ser muy dificultosa ya que para cada montaña del planeta (a excepción del Everest) siempre hay otra más alta que ella, pero en ocasiones está a muchos kilómetros de distancia. Cuando el punto mínimo está cercano a la montaña en estudio, la cosas se facilitan mucho.
Debido a este problema, hay otras fórmulas de otros autores para calcular la prominencia con índices que relacionan la altitud máxima de la montaña, o de cualquier cota del relieve, con la altitud mínima de un área circular con un radio de kilómetros determinado desde la cota máxima de la montaña. Por ejemplo, según F.J. Marcos la fórmula es:
Prominencia = altitud máxima de la montaña o del punto de análisis / altitud mínima de un área de x km de radio
Otra fórmula que proporciona F.J. Marcos (2006, 2014, 2016) en sus investigaciones de análisis espacial para calcular la prominencia topográfica con un SIG (GIS), -y con los valores estadísticos cuantitativos de un Modelo Digital de Elevaciones (MDE) con forma circular-, relaciona la altitud máxima del pico de la montaña o del punto de análisis con la altitud media calculada de un área circular con un radio de kilómetros determinado desde la cota máxima de la montaña. La fórmula es:
Prominencia = altitud máxima de la montaña o del punto de análisis / altitud media de un área de x km de radio
A partir de modelos digitales de elevaciones (MDE) sería posible el desarrollo de algoritmos matemáticos para la evaluación de la prominencia. En este sentido, Edward Earl ha desarrollado una aplicación informática denominada WinProm que ha suministrado resultados satisfactorios en Estados Unidos y el Reino Unido. Por otro lado, sistemas de información geográfica como GRASS o ArcGIS entre otros, permiten realizar estos pesados cálculos si se crean los algoritmos y rutinas matemáticas con un lenguaje de programación. El cálculo de la prominencia es también uno de los casos más nítidos en el que los SIG libres han permitido incorporar con mayor rapidez los avances teóricos de la disciplina a la verdadera práctica. Desde este punto de vista, F.J. Marcos ha desarrollado sus algoritmos y rutinas matemáticas del cálculo de la prominencia topográfica con MDE de alta resolución, con el lenguaje de programación Python y con el software ArcGIS.
Cuando se utiliza un mapa topográfico para determinar la prominencia, a menudo se debe estimar la altura del punto mínimo en función de las curvas de nivel. Para su estimación existen opciones:
- La prominencia pesimista , o limpia , asume que el punto mínimo es tan alto como puede ser, es decir, su elevación es la de la línea de contorno más alta más cercana al punto de ensilladura de la curva. Esto da un límite inferior sobre la posible prominencia del pico, ignorando el error del mapa. Las inexactitudes en el mapeo conducen a más incertidumbres y un límite de error mayor.[17][18]
- La prominencia optimista asume que el punto mínimo es lo más bajo posible, lo que produce un valor límite superior para la prominencia.
- La prominencia intermedia o media utiliza la media de los dos valores anteriores. La prominencia media a veces se denomina aumento o alza.[19]
- En Gran Bretaña, donde hay mapas topográficos detallados para todo el país, se acostumbra utilizar un cuarto método: prominencia interpolada. Esta prominencia se estima visualizando la superficie tridimensional en la vecindad del punto mínimo e interpolando entre los contornos circundantes.

La metodología que se utilice depende de la persona que realiza el cálculo y del uso que se le da a la prominencia. Por ejemplo, si se está haciendo una lista de todos los picos con al menos 2,000 pies (610 m) de prominencia, se usaría la prominencia optimista para incluir todos los posibles candidatos (sabiendo que algunos de estos podrían ser eliminados de la lista por más mediciones más precisas). Si se desea presentar los datos más precisos para los picos, la prominencia media o interpolada sería apropiada ya que las otras medidas dan estimaciones sesgadas.

## Cumbre padre, cumbre principal, subcumbres y definiciones de parentesco
Es común definir la cumbre padre de otra cumbre como un pico particular en el terreno más alto conectado a esa cumbre por el punto mínimo (key col en inglés).
Cuando en un mismo macizo varias cumbres se encuentran relativamente cercanas se suelen llamar cumbre principal (o primaria) a la de mayor cota y subcumbres (también llamadas cumbres secundarias, cumbres subsidarias o subpicos) al resto. Un buen ejemplo de esta estructura, son la cima principal del Monte Everest y la Cumbre sur del Monte Everest. El hecho de clasificar una cima como cumbre principal, como subcumbre o como la cumbre de una montaña separada es subjetivo. La definición de una cumbre por la UIAA requiere de una prominencia de 30 metros o más; la cima de una montaña requiere de una prominencia de al menos 300 metros (980 ft). En el resto de casos, se trataría de una subcumbre.
La relación "padre" o de parentesco (o de paternidad) define una jerarquía que señala algunos picos como subpicos de otros. Si hay muchos picos más altos de una cumbre, hay varias formas de definir cuál es el padre, no necesariamente en función de factores geológicos o geomorfológicos. Por ejemplo, en la Figura 1, el pico del centro es un subpico del pico derecho, que a su vez es un subpico del pico izquierdo, que es el punto más alto de su masa terrestre (landmass en inglés) y la cumbre padre de ambas. En ese ejemplo, no hay controversia sobre la jerarquía; en la práctica, existen diferentes definiciones de cumbre padre (de parentesco o de paternidad). A continuación se presentan estas diferentes definiciones de parentesco:

### Parentesco de cerco, de contorno o insular

Figura 2. Muestra dos curvas de nivel cerradas que se encuentran en el punto mínimo del Pico A.

El parentesco de cerco, parentesco de contorno o parentesco insular (también llamado parentesco de la isla de prominencia), se define de la siguiente manera. En la Figura 2, el punto mínimo (key col) del pico A está en el lugar de encuentro de dos contornos cerrados (o cercos), uno rodeando A (y sin picos más altos) y el otro que contiene al menos un pico más alto. El padre del cerco de A es el pico más alto que se encuentra dentro de este otro contorno. En términos del modelo de inundación de la tierra hasta el punto mínimo (descrito en la introducción de este artículo), los dos contornos juntos unen una isla, con dos piezas conectadas por un istmo en el punto mínimo. El padre del cerco es el punto más alto de toda esta isla.
Por ejemplo, el padre del cerco del Mont Blanc, el pico más alto de los Alpes, es el Monte Everest. El punto mínimo del Mont Blanc es un terreno bajo cerca del lago Onega en el noroeste de Rusia (a 113 m de elevación), en la división entre las tierras que desembocan en los mares Báltico y Caspio. Este es el lugar de encuentro de dos curvas de nivel de 113 m, una de las cuales rodea el Mont Blanc; el otro contorno rodea el Monte Everest. Este ejemplo demuestra que el padre del cerco puede estar muy lejos del pico en cuestión cuando el punto mínimo es bajo.

Figura 3. Diagrama de una cadena montañosa que muestra picos y puntos mínimos, a partir de los cuales se puede determinar el parentesco y las prominencias de las montañas.

Esto significa que, aunque es fácil de definir, el padre del cerco a menudo no satisface el requisito intuitivo de que el pico principal debe estar cerca del pico secundario. Por ejemplo, un uso común del concepto de padre es aclarar la ubicación de un pico. Si decimos que el pico A tiene el Mont Blanc por padre, esperaríamos encontrar el pico A en algún lugar cercano al Mont Blanc. Este no es siempre el caso de los diversos conceptos de padre, y es menos probable que sea el caso de la paternidad de cerco.
La Figura 3 muestra un rango esquemático de picos con el color subyacente a los picos menores indicando el padre del cerco. En este caso, el padre de cerco de "M" es "H", mientras que una vista intuitiva podría ser que "L" era el padre. De hecho, si la el punto mínimo "k" fuera ligeramente más bajo (de hecho por debajo del punto mínimo "m"), "L" sería el verdadero padre de cerco.
El padre del cerco es el padre más alto posible para un pico; todas las demás familias de pantesco seleccionan un pico (posiblemente diferente) en la isla combinada, un pico "más cercano" que el padre circundante (si lo hay), que sigue siendo "mejor" que el pico en cuestión. Las diferencias radican en qué criterios se utilizan para definir "más cercano" y "mejor".

### Paternidad prominente
La cumbre padre (prominencia) del pico A se puede encontrar dividiendo la isla o región en cuestión en territorios, trazando las dos escorrentías hidrográficas, una en cada dirección, hacia abajo desde el punto mínimo de cada pico que sea más prominente que el pico A. El padre es el pico en cuyo territorio se encuentra el pico A.
Para las colinas con poca prominencia en Gran Bretaña, a veces se utiliza una definición de "padre Marilyn " para clasificar las colinas bajas. Esto se obtiene dividiendo la región de Gran Bretaña en territorios, uno para cada Marilyn ("Marilyn" es un término británico para una colina con una prominencia de al menos 150 m). El padre Marilyn es el Marilyn en cuyo territorio se encuentra la cima de la colina. Si la colina está en una isla (en Gran Bretaña) cuyo punto más alto es inferior a 150 m, no tiene padre Marilyn.
Paternidad prominente es la única definición utilizada en las islas británicas orque la paternidad de cerco se rompe cuando el collado clave se acerca al nivel del mar. Usando la definición de cerco del apartado anterior, el padre de casi cualquier colina pequeña en una zona costera baja sería Ben Nevis, un resultado confuso e inútil. Mientras tanto, la paternidad de 'línea' o 'altura' (ver más abajo) no se usa porque no hay una opción obvia de corte..
Esta elección de método puede parecer arbitraria al principio, pero proporciona a cada colina un pico principal claro e inequívoco que es más alto y más prominente que la colina misma, mientras que también está conectado a él (a través de líneas de cresta). El padre de una colina baja también suele estar cerca; esto se vuelve menos probable a medida que aumentan la altura y la prominencia de la colina. Utilizando la paternidad prominente, se puede producir una "jerarquía" de picos que se remontan al punto más alto de la isla. Una de esas cadenas en Gran Bretaña diría:
Billinge Hill → Winter Hill → Hail Storm Hill → Boulsworth Hill → Kinder Scout → Cross Fell → Helvellyn → Scafell Pike → Snowdon → Ben Nevis.
En cada etapa de la cadena, tanto la altura como la prominencia aumentan..

### Paternidad de línea o de altura
La paternidad de línea, también llamada paternidad de altura, es similar a la paternidad de prominencia, pero requiere un criterio de corte de prominencia. El padre de altura es el pico más cercano al pico A (a lo largo de todas las crestas conectadas a A) que tiene una altura mayor que A y satisface algunos criterios de prominencia.
La desventaja de este concepto es que va en contra de la intuición de que una cumbre padre siempre debe ser más significativa que su hijo. Sin embargo, puede usarse para construir un linaje completo para un pico que contenga una gran cantidad de información sobre la posición del pico.

### Otros criterios
Para elegir entre los posibles padres, en lugar de elegir el más cercano posible, es posible elegir el que requiere el menor descenso a lo largo de la cresta.
En general, el análisis de padres y linajes está íntimamente ligado al estudio de la topología de las cuencas hidrográficas.

## Problemas en la elección de cumbre principal y punto mínimo
La alteración del paisaje por parte de los humanos y la presencia de características de agua pueden dar lugar a problemas en la elección de la ubicación y la altura de una cumbre principal o punto mínimo. En Gran Bretaña, una discusión extensa ha dado lugar a un protocolo que ha sido adoptado por las principales fuentes de datos de prominencia en Gran Bretaña e Irlanda.  Otras fuentes de datos suelen ignorar las alteraciones provocadas por el hombre, pero esta convención no se acepta universalmente; por ejemplo, algunos autores descartan las estructuras modernas pero permiten las antiguas. Otro desacuerdo se refiere a la eliminación de la cima de las montañas (por ejemplo, por actividades de minería), aunque para los picos de gran prominencia (y para los subpicos de baja prominencia con cumbres intactas), la diferencia en los valores de prominencia para las dos convenciones suele ser relativamente pequeña.

## Importancia del concepto de prominencia
La prominencia es un dato tan importante o más que la altitud para determinar la importancia de una montaña. Es una medida objetiva que se correlaciona fuertemente con la significación subjetiva de una cumbre. Nos da idea de su relevancia con referencia a las montañas que la rodean. Los picos de prominencia baja suelen ser picos subsidiarios de otros principales, en cambio una prominencia alta asegura la relevancia de la montaña y tienden a ser los puntos más altos alrededor, soliendo tener excelentes vistas. 
Por ejemplo, los Picos del Infierno, en los Pirineos, son tres cumbres de más de 3000 m de altitud cada una de ellas, pero muy próximas entre sí, de tal forma que pueden coronarse en una misma ascensión. El monte Amboto, de poco más de 1300 m, se sitúa solitario (el monte más alto más cercano es el Gorbea), por lo que tiene mayor prominencia que cualquiera de las cumbres de los Picos del Infierno. Es decir, el Amboto es más importante en su entorno que el pico del Infierno Central en el suyo.
Debido al concepto de prominencia, las tres cimas secundarias del Kangchenjunga que están por encima de los 8000 metros no suelen figurar en el listado oficial de ochomiles principales, ya que entre ellas hay muy poco desnivel (tienen poca prominencia) o el K2 (altura, 8611 m; prominencia, 4017 m) es considerada la segunda cumbre más importante, por delante de la antecima sur del Everest (altura, 8749 m; prominencia, 10 m).

## Situaciones interesantes de prominencia

Gráfico que muestra las relaciones entre los 100 picos con mayor prominencia en la Tierra. (En la versión SVG, coloque el cursor sobre un pico para resaltar su (s) padre (s) y haga clic en él para ver su artículo).

Las cumbres principales y los puntos mínimos suelen estar muchas veces cerca del pico a estudio, pero en las montañas importantes esto no suele ser así y los estudios son complicados. Solamente con los modernos programas informáticos y la gestión de bases de datos geográficas se han podido resolver algunas particularidades como las siguientes:
- El punto mínimo del Denali en Alaska (6194 m) es un collado de 56 m que está cerca del lago Nicaragua (a menos que se acepte el Canal de Panamá como punto mínimo; esto es motivo de controversia). El padre de cerco de Denali es Aconcagua (6,960 m), en Argentina, y su prominencia es de 6,138 m. Para ilustrar aún más el modelo de prominencia del mar ascendente, si el nivel del mar subiera 56 m, América del Norte y del Sur serían continentes separados y Denali estaría a 6138 m sobre el nivel del mar. A un nivel ligeramente más bajo, los continentes aún estarían conectados y el punto más alto de la masa continental combinada sería el Aconcagua, la cumbre padre del cerco. Téngase en cuenta que, a los efectos de este artículo, no se tienen en cuenta las estructuras artificiales como el Canal de Panamá. Si lo fueran, el punto mínimo estaría a lo largo del Corte Culebra de 26 m y Denali tendría un prominencia de 6.168 m. Si bien es natural que Aconcagua sea el padre de Denali, dado que Denali es un pico importante, considere la siguiente situación: El pico A es una pequeña colina en la costa de Alaska, con una elevación de 100 m y un punto mínimo de 50 m. Entonces, el padre del cerco del Pico A también es Aconcagua, aunque habrá muchos picos más cercanos al Pico A que son mucho más altos y más prominentes que el Pico A (por ejemplo, Denali). Esto ilustra la desventaja de utilizar el padre del cerco.
- El monte Whitney (4421 m) tiene su punto mínimo en Nuevo México en un collado de 1347 m de altitud que está a 1022 km de distancia del mismo, en la División Continental. Su cumbre padre de cerco es el Pico de Orizaba (5,636 m), la montaña más alta de México. El punto mínimo de Orizaba está de regreso a lo largo de Divide, en la Columbia Británica.
- El punto mínimo del monte Mitchell, techo de los Apalaches, está en Chicago, el punto más bajo de la división entre las cuencas hidrográficas del río San Lorenzo y el río Misisipi.
- Una colina en un área baja como los Países Bajos a menudo será un hijo directo del Monte Everest, con su prominencia aproximadamente igual a su altura y su punto mínimo ubicado en o cerca del pie de la colina, muy por debajo, por ejemplo, el punto mínimo de 113 metros de altura del Mont Blanc.

## Cuantificadores orométricos
El concepto de cuantificadores orométricos (Javier Urrutia, 2005), permite sistematizar el estudio de todas aquellas magnitudes que pueden ser útiles a la hora de evaluar la relevancia de las montañas.
A partir de la altitud y de la prominencia se desarrollan otros cuantificadores orométricos que sirven para expresar las propiedades métricas de una montaña como la dominancia que es la relación entre la altitud y la prominencia, la potencia que relaciona la altitud, la prominencia y el punto mínimo, y otros muchos más que nos ayudan a definir objetivamente una determinada montaña.
Dominancia
Se define la dominancia como la relación existente entre la prominencia y la altitud de una montaña. Esta magnitud nos señala qué fracción de la altitud del pico se invierte, realmente, en darle prominencia.
dominancia=prominencia·100/altitud
Sin embargo, este cuantificador no puede expresar la relevancia de la elevación: un islote costero que se levante en Tenerife, a 25 metros por encima del mar, tiene una altitud=prominencia=25 m y una dominancia del 100%. Esta misma dominancia es la que correspondería al mismo Teide.

## Prominencia húmeda y prominencia seca
Hay dos variedades de prominencia topográfica: prominencia húmeda y prominencia seca. La prominencia húmeda es la prominencia topográfica estándar que se analiza en este artículo. La prominencia húmeda supone que la superficie de la tierra incluye todas las características permanentes de agua, nieve y hielo. Por lo tanto, la prominencia húmeda de la cumbre más alta de una isla oceánica o masa terrestre es siempre igual a la elevación de la cumbre.
La prominencia seca, por otro lado, ignora las características del agua, la nieve y el hielo y asume que la superficie de la tierra está definida por el fondo sólido de esas características. La prominencia seca de una cumbre es igual a su prominencia húmeda a menos que la cumbre sea el punto más alto de una masa continental o isla, o su punto mínimo esté cubierto por nieve o hielo. Si su punto mínimo de superficie más alto está sobre agua, nieve o hielo, la prominencia seca de esa cumbre es igual a su prominencia húmeda más la profundidad de su punto mínimo sumergido más alto.
La prominencia seca del Monte Everest es, por convención, igual a su prominencia húmeda (8848 m) más la profundidad de la característica hidrológica más profunda (el Challenger Deep a 10,911 m), o 19,759 m. La prominencia seca de Mauna Kea es igual a su prominencia húmeda (4205 m) más la profundidad de su punto mínimo sumergido más alto (aproximadamente 5125 m), o aproximadamente 9330 m, lo que le otorga la segunda prominencia seca más grande del mundo después del Monte Everest. La prominencia seca del Aconcagua es igual a su prominencia húmeda (6962 m) más la profundidad del punto mínimo sumergido más alto del Estrecho de Bering (unos 50 m), o unos 7012 m.
La prominencia seca también es útil para medir montes submarinos sumergidos. Los montes submarinos tienen una prominencia topográfica seca, un aislamiento topográfico y una elevación topográfica negativa.

## Lista de montañas por prominencia
Las veinticinco montañas de mayor prominencia en el mundo son las siguientes:
| N.º | Pico                                      | Localización                | Altitud (m) | Prominencia (m) | Punto mínimo (m) | Cumbre principal                       |
| --- | ----------------------------------------- | --------------------------- | ----------- | --------------- | ---------------- | -------------------------------------- |
| 1   | Monte Everest                             | Nepal / China               | 8848,86     | 8848,86         | 0                | ninguno — más alto del mundo           |
| 2   | Aconcagua                                 | Argentina                   | 6960,8      | 6960,8          | 0                | ninguno — más alto de América          |
| 3   | Denali (monte McKinley)                   | Estados Unidos (Alaska)     | 6194        | 6138            | 56               | Aconcagua                              |
| 4   | Kilimanjaro                               | Tanzania                    | 5895        | 5885            | 10               | Everest                                |
| 5   | Pico Cristóbal Colón / Pico Simón Bolívar | Colombia                    | 5775        | 5584            | 191              | Aconcagua                              |
| 6   | Monte Logan                               | Canadá (Yukón)              | 5959        | 5250            | 709              | Denali (McKinley)                      |
| 7   | Pico de Orizaba                           | México                      | 5636        | 4922            | 714              | Monte Logan                            |
| 8   | Macizo Vinson                             | Antártida                   | 4892        | 4892            | 0                | ninguno — más alto de Antártida        |
| 9   | Puncak Jaya                               | Indonesia (Nueva Guinea)    | 4884        | 4884            | 0                | ninguno — más alto de Nueva Guinea     |
| 10  | Monte Elbrus                              | Rusia                       | 5642        | 4741            | 901              | Everest                                |
| 11  | Mont Blanc - Monte Bianco                 | Francia / Italia            | 4808        | 4695            | 113              | Everest                                |
| 12  | Monte Damavand                            | Irán                        | 5610        | 4667            | 943              | Elbrus                                 |
| 13  | Kliuchevskoi                              | Rusia (Kamchatka)           | 4750        | 4649            | 101              | Everest                                |
| 14  | Nanga Parbat                              | Pakistán                    | 8125        | 4608            | 3517             | Everest                                |
| 15  | Mauna Kea                                 | Estados Unidos (Hawái)      | 4205        | 4205            | 0                | ninguno — más alto de la isla de Hawái |
| 16  | Jengish Chokusu                           | Kirguistán / · China        | 7439        | 4148            | 3291             | Everest                                |
| 17  | Chimborazo                                | Ecuador                     | 6268        | 4123            | 2145             | Aconcagua                              |
| 18  | Bogda Feng                                | China                       | 5445        | 4122            | 1323             | Everest                                |
| 19  | Namcha Barwa                              | China (Tíbet)               | 7782        | 4106            | 3676             | Everest                                |
| 20  | Monte Kinabalu                            | Malasia                     | 4095        | 4095            | 0                | ninguno — más alto de Borneo           |
| 21  | Monte Rainier                             | Estados Unidos (Washington) | 4393        | 4023            | 370              | Denali (McKinley)                      |
| 22  | K2                                        | Pakistán / China            | 8611        | 4017            | 4594             | Everest                                |
| 23  | Monte Ras Dejen                           | Etiopía                     | 4550        | 3997            | 553              | Kilimanjaro                            |
| 24  | Volcán Tajumulco                          | Guatemala                   | 4220        | 3980            | 240              | Denali (McKinley)                      |
| 25  | Pico Bolívar                              | Venezuela                   | 4981        | 3957            | 1024             | Aconcagua                              |